# Giovanni II Malatesta
Giovanni II Malatesta, també anomenat Gianne, va ser un noble italià. Fill de Malatestino I de Sogliano. Segons Lita, és possible que alguns fets atribuïts a Giovanni Malatesta, descendent de Gianciotto i contemporani, fossin en realitat seus. El gener de 1352 va renovar un contracte emfitèutic per una casa a Rímini al síndic de l'Hospital de l'Esperit Sant, demostrant que va instal·lar la seva residència a la ciutat. Va renovar un altre contracte emfitèutic a Monte San Giuliano el 22 d'abril del mateix any. Va morir cap a 1358. D'acord amb Tonini, es va casar amb Margherita, de qui es desconeix la filiació. El seu hereu va ser Malatesta i, segons Lita i Tonini, també un altre anomenat Ramberto.